# Osman Köse
Osman Köse (ur. 15 stycznia 1987) – turecki zapaśnik walczący w stylu klasycznym. Trzeci w Pucharze Świata w 2017. Siódmy na Uniwersjadzie w 2013 roku.